# The Atomic Submarine
The Atomic Submarine este un film SF american independent alb-negru din 1959 regizat de Spencer Gordon Bennet. Scenariul a fost adaptat de către Orville H. Hampton după o povestire de Jack Rabin și Irving Block. În rolurile principale joacă actorii Arthur Franz, Dick Foran și Brett Halsey. Filmul prezintă o invazie extraterestră: un OZN subacvatic care intră în conflict cu navele de transport maritim; este prezentată de asemenea noua tehnologie a submarinelor nucleare.

## Prezentare
Un submarin echipat pentru situații necunoscute este trimis să investigheze o serie de dispariții misterioase ale unor nave din Oceanul Arctic.

## Actori
- Arthur Franz - Lieutenant Commander Richard 'Reef' Holloway
- Dick Foran - Commander Dan Wendover
- Brett Halsey - Dr. Carl Neilson
- Paul Dubov - Lieutenant David Milburn
- Bob Steele - CPO 'Grif' Griffin
- Victor Varconi - Dr. Clifford Kent
- Joi Lansing - Julie
- Selmer Jackson - Admiral Terhune
- Jack Mulhall - Secretary of Defense Justin Murdock
- Jean Moorhead - Helen Milburn
- Richard Tyler - Seaman Don Carney
- Sid Melton - Yeoman Chester Tuttle
- Kenneth Becker - Seaman Al Powell
- Frank Watkins - Watkins
- Tom Conway - Sir Ian Hunt
- John Hilliard - Voice of Spaceman
- Pat Michaels - Narator